# Loiré
Loiré is een gemeente in het Franse departement Maine-et-Loire (regio Pays de la Loire). De plaats maakt deel uit van het arrondissement Segré. Loiré telde op 1 januari 2022 884 inwoners.

## Geografie
De oppervlakte van Loiré bedroeg op 1 januari 2022 33,73 vierkante kilometer; de bevolkingsdichtheid was toen 26,2 inwoners per km².

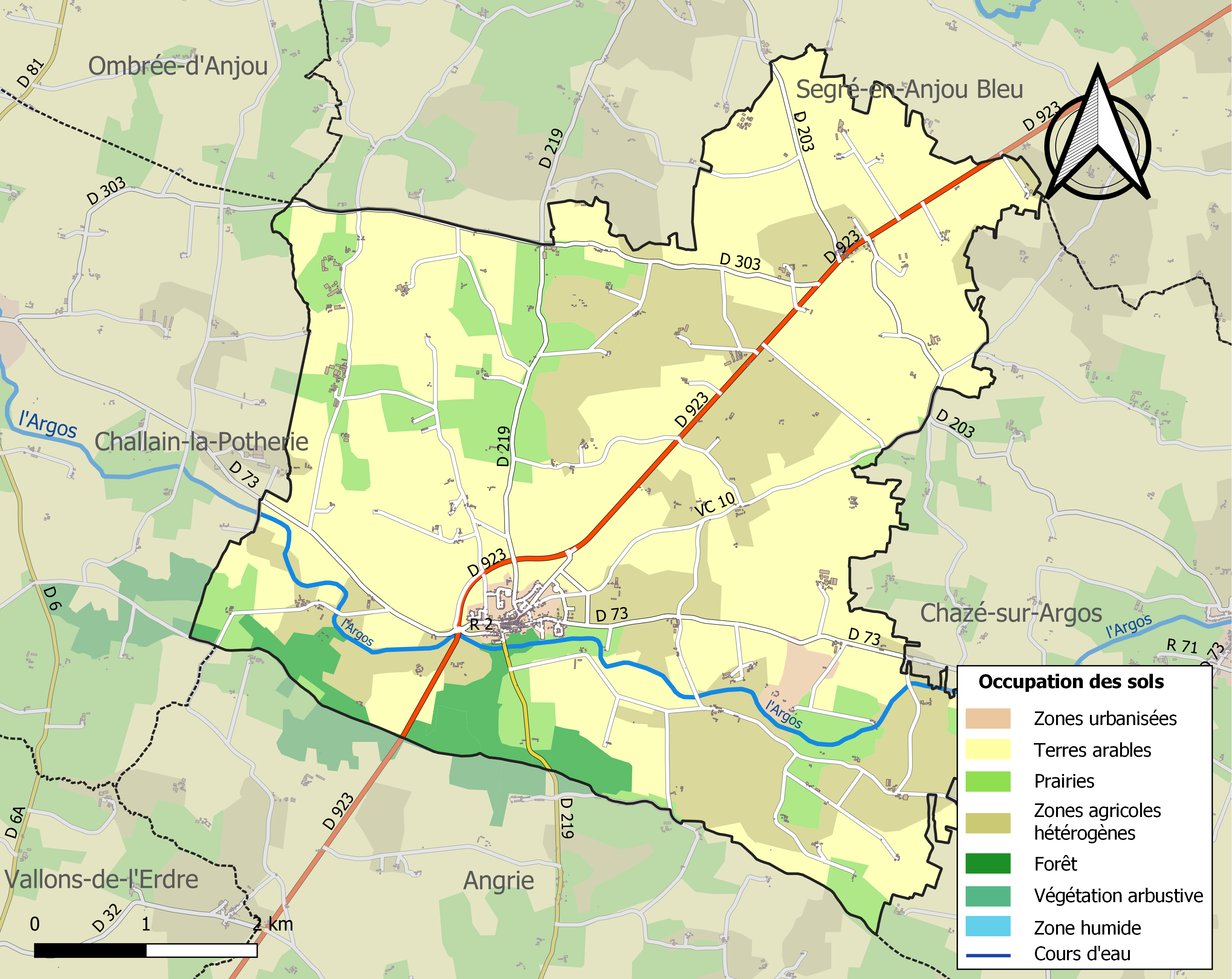
Kaart van de gemeente met de belangrijkste infrastructuur, bodemgebruik en omliggende gemeenten

## Demografie
Onderstaande figuur toont het verloop van het inwonertal.